# Julie Benz

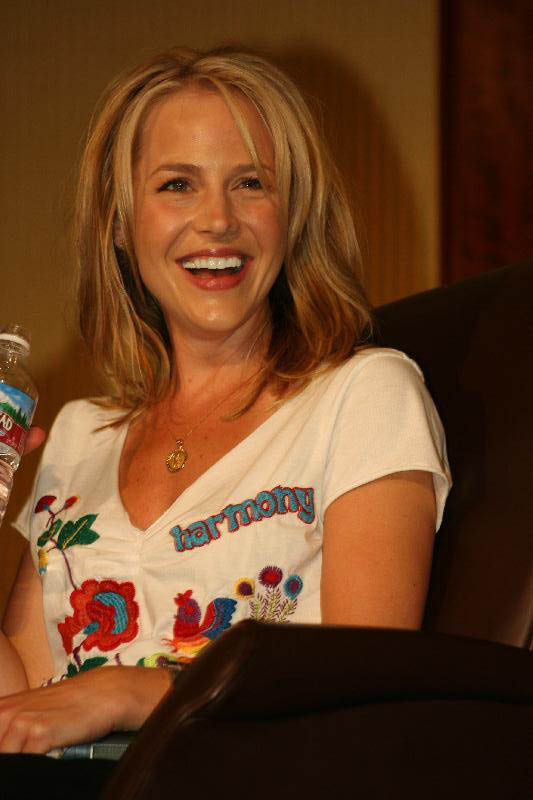
Julie Benz in 2005

Julie M. Benz (Pittsburgh, 1 mei 1972) is een Amerikaans actrice. Ze speelde onder meer Darla in zes delen van Buffy the Vampire Slayer, waarna ze hetzelfde personage nog twintig afleveringen speelde in de spin-off Angel. Benz won in 2006 een Satellite Award voor haar rol als Rita Bennett in de televisieserie Dexter en werd hiervoor vier jaar later genomineerd voor een Saturn Award.
Benz debuteerde op het witte doek toen ze in 1990 de rol van Betty, een muziekstudent speelde in Dario Argento's film Due occhi diabolici (internationaal uitgebracht als Two Evil Eyes). Na veertien afleveringen in Hi Honey, I'm Home en een eenmalige gastrol in Married... with Children, verscheen ze in 1995 voor het eerst in beeld in de televisiefilm Crosstown Traffic.

## Trivia
Benz deed auditie voor twee rollen die uiteindelijk door Sarah Michelle Gellar werden gespeeld. De eerste was die van Kendall Hart in All My Children. Later overkwam haar hetzelfde toen ze de rol van Buffy Summers wilde in Buffy the Vampire Slayer. Daarin kreeg ze in plaats daarvan een gastrolletje in de eerste aflevering, dat zo goed uitpakte dat ze verschillende keren teruggevraagd werd en later een vaste rol kreeg in Joss Whedons andere serie Angel.
Benz was van 1998 tot en met 2007 getrouwd. In 2012 trouwde ze opnieuw.

## Filmografie
- Biblioteca Nacional de España: XX1500447
- Bibliothèque nationale de France: cb14154980v (data)
- Gemeinsame Normdatei: 144041316
- International Standard Name Identifier: 0000 0001 1877 9444
- Library of Congress Control Number: no2001031663
- Nationale Bibliotheek van Tsjechië: xx0085266
- Nationale Bibliotheek van Polen: a0000002060570
- Nederlandse Thesaurus van Auteursnamen: 29501525X
- Système universitaire de documentation: 155735330
- Virtual International Authority File: 74060502
- WorldCat: E39PBJkxKCjF8DYmRTXXMGMgKd